# Campionati austriaci di ski cross 2015
I Campionati austriaci di ski cross 2015 si sono svolti a Pitztaler Gletscher il 22 novembre del 2014. Il programma ha incluso sia la gara femminile che la gara maschile. 
Trattandosi di competizioni valide anche ai fini del punteggio FIS, vi hanno partecipato anche sciatori di altre federazioni, senza che questo consentisse loro di concorrere al titolo nazionale austriaca.

## Risultati

### Uomini
| Pos. | Atleta          | Nazione     |
| ---- | --------------- | ----------- |
| 1    | Thomas Zangerl  | Austria     |
| 2    | Thomas Fischer  | Russia      |
| 3    | Brant Crossant  | Stati Uniti |
| 4    | Marco Tomasi    | Italia      |
| 5    | Thomas Harasser | Austria     |
| 6    | Robert Winkler  | Austria     |

### Donne
| Pos. | Atleta               | Nazione   |
| ---- | -------------------- | --------- |
| 1    | Katrin Ofner         | Austria   |
| 2    | Samy Kennedy-Sim     | Australia |
| 3    | Aude Aguilaniu       | Belgio    |
| 4    | Karolina Riemen      | Polonia   |
| 5    | Heidi Zacher         | Germania  |
| 6    | Andrea Limbacher     | Austria   |
| 7    | Christina Staudinger | Austria   |